# The Princess Blade
The Princess Blade (jap. 修羅雪姫, Shurayuki-hime) ist ein japanischer Actionfilm von 2001. Er ist die zweite Verfilmung des gleichnamigen Manga Lady Snowblood von Kazuo Koike und Kazuo Kamimura.

## Inhalt
Yuki ist der letzte überlebende Angehörige des Hauses Takemikazuchi und lebt in einer futuristischen, postapokalyptischen Welt. Sie nutzt ihre ehemalige Mikado-Wächter Fähigkeit, um als Auftragsmörderin angeheuert zu werden. Der alte Weise Kuka, der einst der Leibwächter von Yukis Mutter war, gibt Yuki Informationen, die ihr Leben und Schicksal verändern wird. Sie entdeckt, dass der Verbrecher Byakurai eine gefährliche Verbindung zu ihr hat.
Nachdem sie diese Informationen erfahren hat, beschließt sie, das Haus von Takemikazuchi zu verlassen. Bald trifft sie auf Takashi, den Anführer der Rebellenbewegung, der Yuki eine Chance auf Rache bietet. Bald entdecken sie Gemeinsamkeiten, denn beide versuchen, der Vergangenheit zu entfliehen, um ein neues Leben zu beginnen.

## Produktion und Veröffentlichung
Regie führte Shinsuke Sato. Die Drehbücher schrieben Kei Kunii und Shinsuke Sato. Der Produzent war Taka Ichise. Die Musik komponierte Kenji Kawai und für die Kameraführung war Taro Kawazu verantwortlich. Der Film kam am 15. Dezember 2001 in Japan raus.

## Rezeption
„Futuristischer Samurai-Film, der eine bereits vielfach erzählte Geschichte wiederholt, aber durch die furiosen Kampfszenen für sich einnimmt. Die Real-Verfilmung eines japanischen Comics, der sich in seinem Herkunftsland zum Kassenerfolg mauserte, krankt allerdings daran, dass er seine durchaus guten Einzelleistungen nicht zu einer überzeugenden Einheit zusammenführen kann.“